# Себастьян Ортега
Себастьян Ортега (ісп. Sebastian Ortega; народився 13 червня 1987, Мексика) — мексиканський хокеїст, нападник. 
Виступав за команди: «Сан-Херонімо», «Ацтек Ігл-Ворріорс».
У складі національної збірної Мексики учасник чемпіонатів світу 2005 (дивізіон III), 2006 (дивізіон II), 2007 (дивізіон II), 2009 (дивізіон II), 2010 (дивізіон II) і 2011 (дивізіон II). 